# Бёттнер, Луис Оскар
Луис Оскар Бёттнер (исп. Luís Oscar Boettner, годы жизни неизвестны) — парагвайский шахматист немецкого происхождения.
Чемпион Парагвая 1946 и 1947 гг.
В составе сборной Парагвая участвовал в шахматной олимпиаде 1939 г. в Буэнос-Айресе. В этом соревновании, выступая на 4-й доске, сыграл 16 партий, из которых 3 выиграл (у Э. Торвалдссона, А. Кипрова и У. Минниса), 5 закончил вничью (с П. Фридманом, У. Головачом, Д. Крусом, Д. Сото, Х. Родригесом Уртадо) и 8 проиграл.